# Balaji Baji Rao
Balaji Baji Rao hay Peshwa Balaji Bajirao (8 tháng 12 năm 1720 - 23 tháng 6 năm 1761), là một Maratha Peshwa (tương đương với thủ tướng) thứ tám hay vị Peshwa thứ hai của gia tộc Bhat của Đế quốc Maratha xứ Ấn Độ. Ông là con trai của vị Peshwa tiền nhiệm: Baji Rao I, ông được Maratha Chhatrapati (tức vua) Chhatrapati Shahuraji Bhonsle bổ nhiệm lên làm Maratha Peshwa sau khi người cha của ông, một Peshwa kiệt xuất qua đời.
Ông còn được biết đến với một cái tên khác là Nana Saheb.

## Ban đầu
Balaji Baji Rao sinh ngày 8 tháng 12 năm 1720 ở thành phố Pune, là một người con thứ hai, được sinh ra trong dòng dõi gia đình Bhat, dòng dõi này đã kế vị chức Peshwa trong hai đời. Phụ thân của ông là Peshwa Baji Rao I, một vị tướng lĩnh tài ba trong quân đội Đế quốc Maratha và cũng là một vị Peshwa tiền nhiệm kiệt xuất, còn mẫu thân của ông là bà Kashibai.
Sau cái chết của phụ thân mình là Peshwa Baji Rao vào tháng 4 năm 1740, Chhatrapati Shahuraji Bhonsle đã bổ nhiệm Balaji, lúc đó chỉ mới 19 tuổi làm tân Peshwa cho đế quốc vào tháng 8 năm 1740, bất chấp sự phản đối từ các vị tù trưởng địa phương khác như Raghoji và Bhonsle. Ông đã từng kết hôn với bà Gopikabai. Cặp vợ chồng có ba người con trai gồm: Vishwasrao, Madhavrao Bhat (tức chúa Madhavrao I sau này) và Narayarao Bhat (tức chúa Naraya Rao sau này).

## Cai trị
Vào thời gian ông cai trị, Đế quốc Maratha đã đạt đến sự rộng lớn nhất. Tuy nhiên ông cũng không được kiệt xuất như người cha quá cố của mình.
Thời cai trị của ông đã chứng kiến sự hưng thịnh nhất của đế quốc khi nó trải dài vào hầu hết vùng Tây Bắc, Đông và Trung Ấn Độ, nhưng càng về sau thì nó đã bị tuột giốc đáng kể. Ông đã đánh mất một phần lớn đất trong trận Panipat lần thứ ba vào năm 1761.

## Qua đời
Trong một trận chiến, một người anh em họ của Nana Saheb là Sadashivrao Bhau (con trai của Chimaji Appa) và người con trai trưởng của ông, Vishwasrao, đã tử trận trong khi giao tranh với người Mughal. Sự ra đi sớm của cả con trai và em họ của ông là một cú sốc nặng nề đối với Balaji Baja. Sau đó không lâu, Nana Saheb cũng không sống được lâu, ông lâm bệnh rồi qua đời vào ngày 23 tháng 6 năm 1761 tại Đồi Parvati, thành phố Pune, người con trai thứ hai của ông là Peshwa Madhavrao đã lên kế vị ông làm tân Peshwa sau khi qua đời.